# Julus blaniuloides
Julus blaniuloides är en mångfotingart som beskrevs av Karl Wilhelm Verhoeff 1893. Julus blaniuloides ingår i släktet Julus och familjen kejsardubbelfotingar. Inga underarter finns listade i Catalogue of Life.